# Tata Milouda
Tata Milouda, née Milouda Chaqiq en 1950, est une artiste de slam marocaine vivant en France.

## Biographie
Née à Settat, à 57 km de Casablanca (Maroc), elle n’est jamais allée à l’école et a été mariée très jeune. Elle a six enfants et doit rapidement s’occuper d’une famille de 24 personnes, subissant la condition des femmes rurales marocaines,,.
En 1989, elle fuit « son ex-mari, qui était violent », laissant ses six enfants au Maroc. Elle arrive ainsi en France avec un visa de tourisme, « trois mots : bonjour, merci, au revoir » et 100 francs en poche. Sans papiers, elle enchaîne les petits boulots de femme de ménage, de plongeuse, de garde d’enfants… Elle est notamment employée par une riche famille syrienne qui lui confisque son passeport et sa carte nationale marocaine, et elle vit deux mois avec eux comme si elle était en prison.
En 1993, elle divorce, puis régularise ses papiers en 1994 et fait venir ses trois filles auprès d’elle. Aujourd'hui, elle est grand-mère de huit petits-enfants. Ses trois filles vivent en France et ont la nationalité française, alors que ses trois fils vivent toujours au Maroc. Son plus jeune fils, Zouheir Bernati, est musicien.

## Femme de ménage et artiste
En 1994 elle avait suivi des cours d’alphabétisation. Ces ateliers d’alphabétisation lui feront connaître les théâtres de Seine-Saint-Denis où elle découvre le slam.
De 2008 à 2010, elle « slame » dans diverses petites salles de spectacle de Paris et de la banlieue parisienne, et jusqu'en Corse. Elle se produit seule pour la première fois en août 2009 au Théranga, café associatif tenu par Malik Sylla. Le mois suivant, elle présente son premier spectacle solo à Saint-Malo, mis en scène par Vincent Spatari. Elle reçoit le soutien de Fabien Marsaud (Grand Corps Malade) — qui l’appelle, par respect, « Tata » — et de Jamel Debbouze. Elle se produit au Comedy Club, au Cabaret Sauvage, à la Maison des métallos. 
Début 2011, elle est « intermittente du spectacle » à Épinay-sur-Seine, défendant la cause des femmes et l’alphabétisation, « slamant » la liberté, le rêve, l’amour, la paix avec un optimisme inébranlable.
Son témoignage d'artiste a un réel impact sur les mentalités féminines. En slamant l'histoire de sa vie et de son combat, elle aide les femmes à refuser la violence conjugale, et les encourage à s'ouvrir à l'alphabétisation et à la culture, qui sont les deux clés qui lui ont permis de trouver la liberté de s'exprimer et d'exister sans contrainte.
En juillet 2012, elle a été faite chevalier des Arts et des Lettres par le ministre de la culture de l'époque, Frédéric Mitterrand. Pour la première fois, elle est allée présenter son spectacle au Maroc. Elle fait ensuite une tournée entre la France, la Belgique et le Maroc.
En juin 2012, deux documentaires ainsi qu’un livre qui raconteront son histoire étaient en cours. Son premier disque, avec le musicien Tarik Chaouach, devrait sortir en 2013.
Le 6 janvier 2015, elle passe dans l'émission M6 La France a un incroyable talent.

## Filmographie
- 2015 : Patience, patience, t'iras au paradis !, documentaire d'Hadja Lahbib
- 2016 : D'une pierre deux coups de Fejria Deliba